# Akademia im. Aleksandra Gieysztora w Pułtusku
Akademia im. Aleksandra Gieysztora w Pułtusku – filia Akademii Finansów i Biznesu Vistula w Warszawie (dawniej Wyższa Szkoła Humanistyczna im. Aleksandra Gieysztora, Akademia Humanistyczna im. Aleksandra Gieysztora) – uczelnia niepubliczna, kształcąca na studiach I i II stopnia oraz jednolitych studiach magisterskich, a także w szkole doktorskiej. Instytucja ma prawo do nadawania stopnia doktora w dyscyplinie Nauki o Polityce i Administracji oraz Historii. Największym sukcesem badaczy uczelni było odkrycie we Fromborku szczątków Mikołaja Kopernika. Dyplom uczelni zdobyło dotąd 66 000 absolwentów.

## Historia
Historia Akademii im. Aleksandra Gieysztora – filii Akademii Finansów i Biznesu Vistula sięga 1994 r., gdy 49 profesorów skupionych w Akademickim Towarzystwie Edukacyjno-Naukowym „ATENA” utworzyło Wyższą Szkołę Humanistyczną w Pułtusku a Minister Edukacji Narodowej wpisał ją do rejestru wyższych uczelni. Jej pierwszym rektorem był prof. Andrzej Bartnicki.
- 1994 – Minister Edukacji Narodowej wpisał Wyższą Szkołę Humanistyczną do rejestru            wyższych uczelni i zezwolił na prowadzenie studiów licencjackich.
- 1996 – uczelnia otrzymała prawo do prowadzenia studiów magisterskich.
- 2001 – Wydział Historyczny otrzymał prawo nadawania stopnia doktora.
- 2002 – Wydział Nauk Politycznych otrzymał prawo nadawania stopnia doktora.
- 2002 – nadanie WSH imienia Aleksandra Gieysztora, historyka i jej wieloletniego wykładowcy.
- 2006 – WSH nadano nazwę Akademia Humanistyczna im. Aleksandra Gieysztora.
- 2019 – Akademia Humanistyczna im. Aleksandra Gieysztora została filią Akademii Finansów i Biznesu Vistula.

Akademia Humanistyczna im. Aleksandra Gieysztora była członkiem Konferencji Rektorów Akademickich Szkół Polskich, należała także do European University Association oraz Compostela Grupo De Universidades.

## Rektorzy
- 1994 – 2004 – prof. dr hab. Andrzej Bartnicki
- 2004 – 2019 – prof. dr hab. Adam Koseski
- 2019 r. do dziś – dr hab. Wawrzyniec Konarski

## Największe osiągnięcia
Akademia im. A. Gieysztora – filia Akademii Finansów i Biznesu Vistula jest znana na świecie przede wszystkim z badań historycznych i archeologicznych. Naukowcy z Instytutu Antropologii i Archeologii odkryli w 2004 r. w katedrze we Fromborku szczątki wielkiego polskiego astronoma Mikołaja Kopernika. Był on jednym z kanoników w tej katedrze i został pochowany pod jej posadzką, a miejsce grobu nie zostało oznaczone.
Powołany przez uczelnię Ośrodek Studiów Epoki Napoleońskiej przez lata zajmował się badaniami naukowymi i popularyzacją epoki napoleońskiej.
Bałtycki Ośrodek Badawczy we Fromborku badał zaś historyczne kontakty Mazowsza i Warmii oraz rozwijał współpracę z instytucjami naukowymi i edukacyjnymi w rejonie Bałtyku.

## Studia w Akademii im. Aleksandra Gieysztora w Pułtusku
Akademia im. Aleksandra Gieysztora – filia Akademii Finansów i Biznesu Vistula prowadzi studia pierwszego i drugiego stopnia oraz studia magisterskie, podyplomowe i doktorskie. Kształcenie odbywa się na kierunkach:
- administracja
- bezpieczeństwo narodowe
- finanse i rachunkowość
- pedagogika
- pedagogika przedszkolna i wczesnoszkolna

## Władze
- Rektor: dr hab. Wawrzyniec Konarski
- Prorektor ds. Nauki: dr hab. inż. Piotr Borowski
- Prorektor ds. Jakości Kształcenia: dr Grzegorz Mathea
- Prorektor ds. Studenckich: Davut Han Aslan

## Wydawnictwo
„Społeczeństwo i Polityka” to czasopismo naukowe powstałe w 2004 r. Jego celem
jest upowszechnianie i popularyzowanie dorobku naukowo-badawczego oraz pełnienie roli forum, na którym prezentowane są najnowsze wyniki badań.
„Społeczeństwo i Polityka” jest czasopismem otwartym, co oznacza, że mogą w nim publikować zarówno pracownicy naukowi i doktoranci Akademii Finansów i Biznesu Vistula, jak również autorzy reprezentujący inne ośrodki naukowe.
Organami kolegialnymi czasopisma są Redakcja i Rada Naukowa w skład, której wchodzą przedstawiciele renomowanych uczelni krajowych i zagranicznych.
Począwszy od nr 1/2017 artykuły zamieszczane w czasopiśmie „Społeczeństwo i Polityka” są udostępniane na amerykańskim portalu naukowym Academia.edu.

## Biblioteka
Biblioteka Główna im. Andrzeja Bartnickiego Akademii im. Aleksandra Gieysztora – filii Akademii Finansów i Biznesu Vistula gromadzi książki, czasopisma i zbiory specjalne. Oprócz tradycyjnych wydawnictw posiada również książki w wersji elektronicznej. Księgozbiór Biblioteki liczy 150 tys. woluminów i jednostek bibliotecznych. 